# Davy Crockett (historieta)
Davy Crockett, inicialmente Big Davy, es una historieta italiana del Oeste de la editorial Audace (hoy Sergio Bonelli Editore), creada por Gian Luigi Bonelli en 1957. Los dibujos son de Renzo Calegari.
Fueron publicados 21 números en la colección Arco, posterioriemente reeditados en otras colecciones como Avventure del West, Collana Rodeo o Tutto West.

## Argumento
El protagonista de Davy Crockett se basa en el homónimo héroe popular estadounidense realmente existido.